# Parachernes loeffleri
Espèce
Parachernes loeffleri est une espèce de pseudoscorpions de la famille des Chernetidae.

## Distribution
Cette espèce est endémique du Pérou. Elle se rencontre vers le lac Janganuco.

## Publication originale
- Beier, 1959 : Zur Kenntnis der Pseudoscorpioniden-Fauna des Andengebietes. Beitraege zur Neotropischen Fauna, vol. 1, p. 185-228.